# Tour d’Albinhac
La tour d’Albinhac est une « maison forte » (habitation fortifiée à l’intérieur de la ville, équivalent de la salle isolée dans la campagne) dans la ville de Lectoure (Gers). C’est un édifice des XIIIe ou XIVe siècles, remanié au cours des siècles suivants.

## Histoire
La cité médiévale de Lectoure comptait plusieurs maisons fortes, ultimes refuges en cas d’invasion ou de prise de la ville. Ainsi, après sa capitulation devant les troupes du cardinal d’Albi, en 1473, Jean V d'Armagnac s’était réfugié dans sa maison forte de Sainte-Gemme, ce qui ne l’empêcha pas d’en sortir et de se faire assassiner. 
On ignore le premier nom de la tour d’Albinhac, comme celui de ses premiers propriétaires. Au XVIe siècle, elle appartient aux frères Pérès, qui la vendent à la famille Aulins. À la mort de Bertrand d’Aulins, conseiller au Sénéchal, ses héritiers la vendent (vers 1563-1564) à Noble Blaise Quignard, seigneur d’Albinhac, juge-mage (Albinhac, commune de l’Aveyron aujourd’hui supprimée, faisait partie du comté de Rodez, possession des comtes d’Armagnac). C’est alors que la « maison sive tour » prend son nom. La maison est alors totalement entourée d’autres constructions, on n’y accède que par un carrelot (ruelle étroite) depuis la rue Juzanne (plus tard rue Dupouy, parallèle à la grande rue Royale). Comme la plupart des grandes demeures médiévales, elle était séparée de la rue principale par  des bâtiments de faible hauteur, souvent ouverts par des arcades, constituant des échoppes d’artisans ou de commerces.
La tour d’Albinhac n’est visible que de loin par sa partie supérieure, qui dépasse les maisons de la ville. La maison sert ainsi d’habitation jusqu’à ce qu’elle soit à peu près abandonnée. À la fin du XXe siècle, on démolit les bâtiments voisins sur la rue Nationale, dégageant ainsi une petite place et la façade est de l’édifice. La tour abrite aujourd’hui un café-bar et des logements.

## Architecture
La tour d’Albinhac est constituée d’un grand corps quadrangulaire de deux étages, accoté au nord d’une tour carrée de même largeur, plus élevée d’un étage (atteignant une hauteur de 19 m), dotée dans son angle nord-est d’une tourelle ronde en encorbellement. Une fenêtre arasée témoigne que la tour était plus haute et qu’elle a été arasée, peut-être à la suite du siège de 1473. Le troisième niveau de la tour est voûté en berceau brisé. La tour comme la maison sont couvertes d’un toit de tuiles en bâtière. L’édifice présentait à l’origine peu d’ouvertures. Comme pour les salles et les châteaux gascons, le rez-de-chaussée était aveugle. Seule une porte ogivale s’y ouvre, surmontée ici d’un mâchicoulis. Au XVIe s. on transforme une baie du haut de la tour, côté est, en fenêtre à meneaux, et au XVIIIe une autre sur l’élévation sud.